# عابد حسين السهارنبوري
خواجة عابد حسين بن بخشش حسين النيكپوري السهارنپوري الهندي (ت. 1330 هـ). هو رجل دين ومؤلِّف شيعي هندي تعرَّض للانتقاد الشديد من كثيرٍ من علماء التشيُّع لبعض كتبه ومؤلَّفاته، فقد اعترضت جماعة كثير منهم على كتابه يا علي مدد.

## مؤلفاته
للسهارنپوري عدد كبير من المؤلَّفات بلغ عددها إثنين وثلاثين كتاباً، ومن مؤلَّفاته:
| - يا علي مدد. كتاب ألَّفه بالأُردويَّة، وترجمه كلب باقر الجايسي الحائري إلى الفارسيَّة بعنوان القول الأسد في ترجمة يا علي مدد، وقد تعرَّض بسبب كتابه هذا إلى انتقادات واسعة من علماء الشيعة، فيقول آغا بزرگ الطهراني في ذكره للترجمة الفارسيَّة للكتاب: «هو وأصله يعدان من كتب الضلال»، وقد قام حسن الكمالپوري باستفتاء كبار العلماء والمرجعيات الشيعيَّة آنذاك حول هذا الكتاب، ثم جمع أحمد الأسترآبادي الحائري أجوبتهم بخصوص هذا الكتاب في كتاب البركات الأحمدية، وقد كتب محمد مرتضى الجنفوري ردَّين عليه؛ هما الصول الأشد وفضل الصمد. - هديهء رضويه. ردَّ فيه على رد الجنفوري عليه وهو فضل الصمد في استفهام ما في القول الأسد. | - إنذار الناذرين. تعرَّض هذا الكتاب للنقد والرد كذلك؛ إذ ردَّ الجنفوري على هذا الكتاب بكتابي إرغام الماكرين وتفضيح السارقين، واتَّهمه في هذا الكتاب الأخير بأخذ محتوى كتاب تقوية الإيمان للمولوي إسماعيل الوهَّابي. - جامع جعفرى. ترجمة أردويَّة لكتاب جامع رضوى الفارسي لعبد الغني الكشميري، والذي هو بالأساس ترجمة لكتاب شرايع الإسلام في أحكام الحلال والحرام العربي. - اليوسفية. - معجزة رد الشمس. |